# Los principios de la ciencia
Los principios de la ciencia es un ensayo filosófico escrito por Eduardo Nicol y publicado en México en 1965.
Tras estudiar la crisis de la ciencia (física y metafísica) y después de precisar las relaciones entre historia y verdad, expone y desecha lo que denomina los falsos principios: el principio de causalidad (físico e histórico) y el principio de no contradicción. En la segunda parte estudia la significación de principios, orígenes y fundamentos, trae a colación algunos textos presocráticos, y concluye proponiendo cuatro principios: unidad y comunidad de lo real, unidad y comunidad de la razón, racionalidad de lo real y temporalidad de lo real. La historicidad «no es sino la modalidad ontológica que la temporalidad adopta específicamente en el sector del Ser constituido por lo humano». Nicol pretende salvar la ciencia, que nos procura verdades, conciliando historicidad y verdad, recuperando aquellas evidencias primarias que siguen siendo eficaces en la existencia, aunque hayan llegado a perder su eficacia en la ciencia, por motivos contingentes.
- El contenido de este artículo incorpora material de la Gran Enciclopedia Rialp que mediante una autorización permitió agregar contenidos y publicarlos bajo licencia GFDL. La autorización fue revocada en abril de 2008, así que no se debe añadir más contenido de esta enciclopedia.

- Datos: Q5981132